# Hippolyte Bajard
Pour les articles homonymes, voir Bajard.
Hippolyte Égalité Bajard est un homme politique français né le 8 octobre 1793 à Saint-Donat-sur-l'Herbasse (Drôme) où il est mort le 25 janvier 1863.

## Biographie
Hippolyte Égalité Bajard naît le 8 octobre 1793 à Saint-Donat-sur-l'Herbasse. Il est le fils de Jean François Bajard, officier municipal de la commune de Saint-Donat, et de son épouse, Marianne Ennemonde Nublat. 
Il effectue dans sa jeunesse des études de médecine à Paris. Ayant obtenu le grade de docteur en 1820, il revient dans sa région natale pour y exercer la médecine. Il s'installe à Romans-sur-Isère où il s'engage en politique. Il milite dans les rangs libéraux, s'affiliant sous la Restauration à plusieurs sociétés secrètes, telles que la Charbonnerie. Au cours de la monarchie de Juillet, il est membre de la Société des droits de l'homme et devient président de la Société républicaine de Romans.   
Il est député de la Drôme de 1848 à 1851, siégeant à gauche. Après le coup d’État du 2 décembre 1851 de Louis-Napoléon Bonaparte, il se retire de la vie politique et reprend sa profession de médecin. Il poursuit le restant de sa carrière en tant que chirurgien aux hôpitaux de Lyon. Il meurt le 25 janvier 1863 à Saint-Donat-sur-l'Herbasse.  